# Attentat du 20 janvier 2022 à Lahore
L'attentat du 20 janvier 2022 à Lahore est survenu le 20 janvier 2022 lorsqu'au moins trois personnes ont été tuées et plus de 20 autres blessées par un attentat à Lahore, au Pendjab, au Pakistan,,.

## Attentat
À 13 h 40, un engin explosif improvisé de 1,5 kilogramme a explosé sur une moto garée à côté d'un chariot à l'extérieur d'une banque dans un chowk de marché animé dans le quartier d'Anarkali (en) de la ville. L'explosion a brisé les fenêtres des bâtiments voisins et mis le feu à plusieurs motos garées. Un homme qui se décrit comme un porte-parole de l'Armée nationaliste baloutche, une fusion de l'Armée républicaine baloutche (en) et de la United Baloch Army (en), a déclaré que son groupe était responsable de l'attentat, affirmant qu'il visait des employés de banque.